# Simara Island
Simara Island ist eine philippinische Insel im Norden der Sibuyansee. Sie liegt etwa 13 km nordwestlich der Insel Tablas und 9 km südlich von Banton Island.

## Verwaltung
Simara gehört zur Gemeinde Corcuera (Municipality of Corcuera) in der philippinischen Provinz Romblon.